# Alfredo Vicenti Rey
Alfredo Vicenti Rey (Santiago de Compostel·la (La Corunya), 20 de novembre de 1850 - Madrid, 30 de setembre de 1916) fou un periodista, metge i poeta gallec.

## Biografia
Va estudiar Medicina i Filosofia i Lletres a la Universitat de Santiago de Compostel·la, carreres en les quals mai va exercir, car es va dedicar aviat al periodisme i a la política. En 1875 va començar a redactar a Santiago el text de A la vora del Ulla, que va publicar en el periòdic orensà El Heraldo Gallego dirigit pel seu amic Valentín Lamas Carvajal. Ja era redactor cap del Diario de Santiago quan es va produir l'aixecament cantonal de Ferrol en 1872. En 1878 és ja director d'aquest diari, la capçalera del qual va ser substituïda després per la de Gaceta de Galícia. El cardenal Payá y Rico el va excomunicar aquest mateix any i en 1880 va marxar a Madrid. Allí va substituir Manuel Murguía en la direcció de La Illustración Gallega y Asturiana de Alejandro Chao (1880-1882); també va ser una peça important en la progressió d'El Globo, el gran diari d'Emilio Castelar (1880-1895). Encara el dirigia, quan va aconseguir convocar representants de més de vint periòdics i sis agències de diferents tendències polítiques per crear l'Associació de la Premsa de Madrid (15 de febrer de 1895). Va cedir a Miguel Moya la presidència i, descontent amb la deriva política de Castelar, va abandonar El Globo i gràcies a Moya es va introduir com a redactor cap d'El Liberal (1896-1916). En 1910 va participar en mítings agraris a Galícia i va arribar a ser candidat republicà-agrari a Corts per Becerreá (Lugo). Fou elegit diputat per Canàries a les eleccions generals espanyoles de 1910 i per Ordes a les eleccions generals espanyoles de 1914. Des de 1907 dirigia El Liberal fins que va morir en 1916.
El seu ideari era el del partit demòcrata i va sostenir una ideologia republicana i federal, partidària de l'autonomia gallega, iberoamericanista, anglófila i lusitanista. Anticlerical, va defensar no obstant això la llibertat de cultes. Va ser amic de Galdós, de Mariano Miguel de Val director de la revista de l'Ateneu en la qual col·laborava assíduament, de Ramón María del Valle-Inclán, a qui va descobrir, i de Castelao.
Casat amb Emília Díez de Tejada y Hurtado de Mendoza, pare d'Eulalia Vicenti, periodista i important personalitat en la lluita feminista espanyola, és el rebesavi del baríton internacional Jorge Chaminé, Medalla dels Drets Humans de la Unesco i recentment nomenat Músic per a la Pau al novembre del 2011.
A la Corunya i a Santiago de Compostel·la, hi ha un carrer en el seu honor.

## Obra
Va pertànyer a l'anomenada generació del 68 o generació de Fonseca juntament amb els germans Muruais i Rafael Villar (advocat del capellà Galeote).
Va ser famós per les seves semblances i perfils biogràfics, els seus articles de fons i les seves editorials. Però va anar també un extraordinari reporter, que va cobrir la greu malaltia d'Alfons XII, la qüestió de les Illes Carolines, la presència del protestantisme, la prerrevolución russa de 1905 o l'assassinat del bisbe de Madrid. Va donar conferències en l'Ateneu. A Madrid va defensar i va divulgar les idees del moviment agrari Acción Gallega.
Va escriure un volum titulat Recuerdos, (1868-1875): colección de poesías (Orense: Estab. Tipográfico de la Propaganda Gallega, 1876), que va tenir segona edició en 1878 i està prologat per Manuel Murguía. També va publicar Dioses menores: A orillas del Ulla (Perfiles gallegos) (1875-1881). Es va imprimir el seu Discurso pronunciado por Alfredo Vicenti en el Congreso de los Diputados el día 2 de junio con motivo de la discusión de los presupuestos, (Madrid, 1887).
L'Associació de la Premsa de Madrid, el Consello da Cultura Galega i la Diputació Provincial de Pontevedra han recuperat a través de l'historiador José Antonio Durán la figura de Vicenti i molts dels seus escrits.